# Ongar (metropolitana di Londra)
Ongar è una stazione fantasma della Central line della metropolitana di Londra. Aperta come stazione ferroviaria nel 1865, dal 1949 e fino alla sua chiusura nel 1994 era il capolinea orientale della Central line. Oggi opera come stazione per la ferrovia storica Epping-Ongar Railway.

## Storia
La stazione fu aperta dalla Great Eastern Railway il 24 aprile 1865 e serviva principalmente come scalo merci per trasportare prodotti agricoli dalle fattorie dei dintorni fino al centro di Londra.
Il 29 settembre 1949 la London Underground prese in carico la linea, rilevandola dalla British Railways, quando i servizi della rete metropolitana furono estesi oltre la stazione di Loughton. 
Sebbene parte della linea fosse stata elettrificata prima di passare sotto il controllo della London Underground, sulla sezione Epping-Ongar a nord di Epping il servizio continuò a essere fornito da treni trainati da locomotive a vapore, con un servizio navetta separato operato dalla British Railways fino al 18 novembre 1957, quando anche questa sezione della linea venne elettrificata e i treni elettrici sostituirono quelli a vapore. La scarsità di potenza elettrica disponibile impedì la piena integrazione di questo ramo della linea con la Central line e il servizio tra Epping e Ongar continuò a operare come servizio navetta.
L'intero tratto da Epping a Ongar era a binario singolo, con un solo binario di scambio alla stazione di North Weald. Questo scambio rimase fuori servizio dal 1888 al 1949 e in seguito, definitivamente, dal 1976. Fra il 1949 e il 1976 due treni della metropolitana potevano usare la linea, anche se la loro lunghezza era limitata a quattro carrozze per via delle restrizioni sulla potenza elettrica disponibile, oltre che per le ridotte dimensioni delle piattaforme in uso alle stazioni di North Weald e di Blake Hall. Il servizio venne ridotto ad un solo treno dopo la rimozione del binario di scambio a North Weald. Di conseguenza la tratta non fu mai adatta a un uso intensivo, e non generava profitti. Per la maggior parte degli ultimi anni di esercizio il servizio operava solo nelle ore di punta dal lunedì al venerdì. La stazione di Blake Hall, la meno utilizzata dell'intera rete metropolitana (6 passeggeri al giorno) fu chiusa nel 1981.
La linea continuò a essere utilizzata e per un breve periodo nel 1990 vi fu un ampliamento del servizio, esteso all'intera giornata. Ben presto però l'orario fu nuovamente limitato alle sole ore di punta, nell'ambito di un programma di riduzione dei costi. La linea da molti anni era sotto minaccia di chiusura, che avvenne infine il 30 settembre 1994. A seguito della chiusura, la linea venne de-elettrificata.

## Riapertura come ferrovia storica
La stazione e la linea sono ora di proprietà di una compagnia privata, la Epping Ongar Railway Ltd. All'epoca dell'acquisizione la compagnia aveva dichiarato la propria intenzione di ripristinare un servizio regolare sulla linea, ma l'indisponibilità di una piattaforma alla stazione di Epping, all'estremità occidentale della linea, si è finora rivelata un ostacolo insormontabile.  Un'associazione di appassionati, la Epping Ongar Railway Volunteer Rail Society, effettuava un servizio domenicale di corse con treni storici fra Ongar e North Weald fra il 2004 e il 2007, quando la linea venne chiusa a seguito di un cambio di proprietà.
La linea è stata riaperta al pubblico il 25 maggio 2012. La stazione di Ongar, come il resto della linea fino a Epping, è attualmente interessata da lavori infrastrutturali e di miglioramento, mirati a consentire l'utilizzo di treni sia diesel sia a vapore, sempre nell'ambito dell'uso della linea come ferrovia storica. La stazione stessa è stata ampiamente restaurata dai volontari, con la riapertura di porte e finestre precedentemente murate e il ripristino dei colori originali della Great Eastern Railway. Il vecchio ufficio bagagli verrà trasformato in un museo con una mostra educativa. Una vecchia cabina di segnalazione della GER, in precedenza situata alla stazione di Spellbrook, è stata recuperata e ricostruita, per rimpiazzare la cabina di segnalazione originale di Ongar, demolita dalla London Underground negli anni ottanta. La piattaforma è stata migliorata per facilitare l'accesso. È prevista anche una torre per l'acqua secondo lo stile di quella originale, da costruire sulle vecchie fondamenta, per fornire acqua per le locomotive a vapore.

## Galleria d'immagini

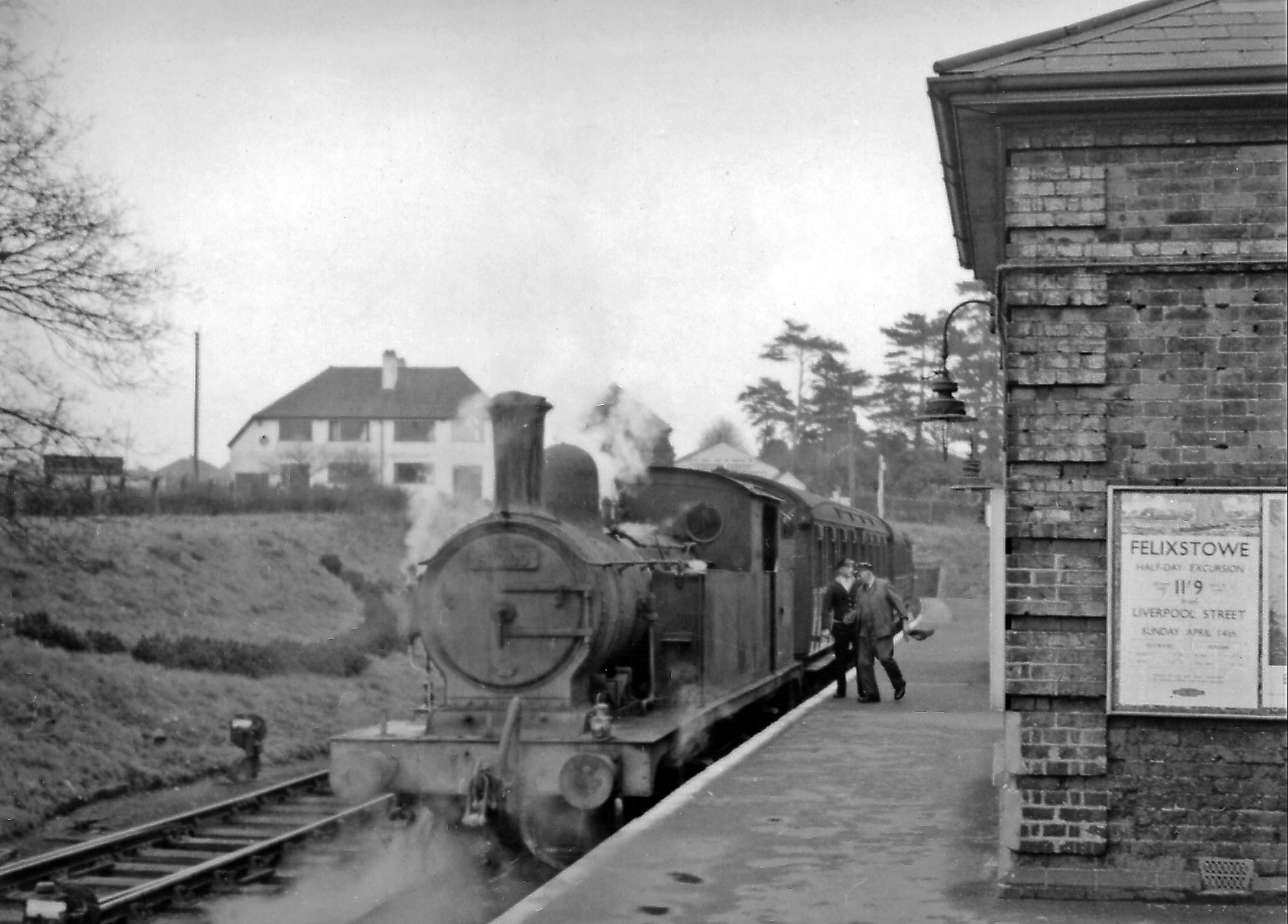
Un treno a vapore alla stazione di Ongar, 9 marzo 1957
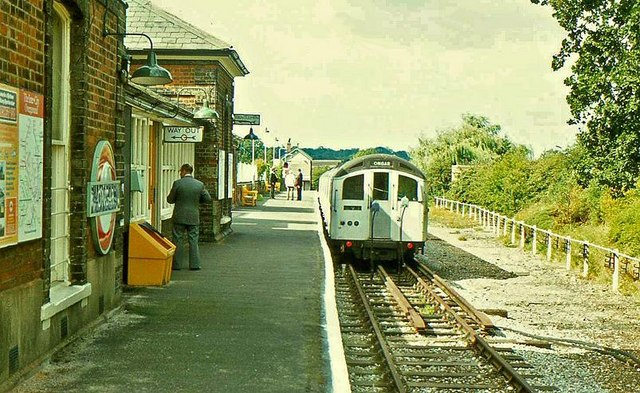
Un treno elettrico alla stazione di Ongar nel 1980
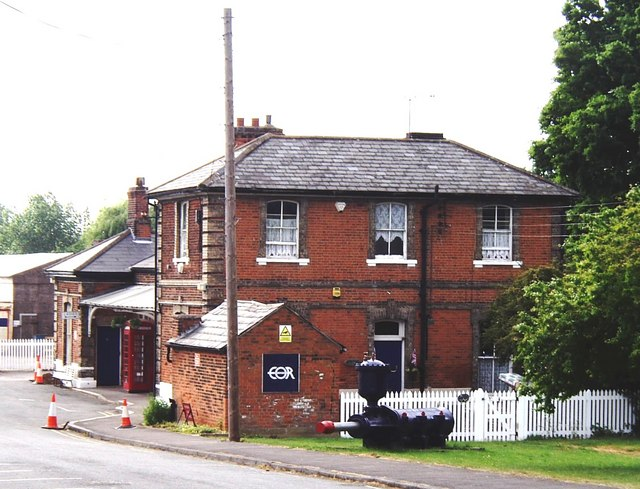
La stazione di Ongar con l'insegna dell'attuale gestore, la Epping Ongar Railway (EOR)